# District de Jarma
Le district de Jarma (en kazakh : Жарма ауданы) est un district de l'oblys d'Abay (intégré avant 2022 au Kazakhstan-Oriental) au Kazakhstan.

## Géographie
Le centre administratif du district est Kalbataou.

## Démographie
Le district a une population estimée de 43 176 habitants en 2013.